# Martin Čater
Martin Čater (ur. 20 grudnia 1992 w Celje) – słoweński narciarz alpejski, trzykrotny mistrz Słowenii w swojej dyscyplinie.

## Kariera
Pierwszy raz na międzynarodowej arenie pojawił się 28 listopada 2007 roku we włoskim Livigno, gdzie wystartował w zawodach młodzieżowców. 5 grudnia 2007 roku pierwszy raz wystartował w zawodach FISu organizowanych w Ribnicy na Pohorju. Zajął wtedy w slalomie 21. miejsce. W 2010 roku wystartował na mistrzostwach świata juniorów w Regionie Mont Blanc, najlepszy wynik uzyskując w supergigancie, w którym był jedenasty.
W Pucharze Świata zadebiutował 9 marca 2013 roku w Kranjskiej Gorze, gdzie nie ukończył pierwszego przejazdu w gigancie. Pierwsze punkty zdobył 18 stycznia 2014 roku w szwajcarskim Wengen, zajmuąc 30. miejsce w zjeździe. Na podium zawodów tego cyklu pierwszy raz stanął 13 grudnia 2020 roku w Val d’Isère, wygrywając rywalizację w zjeździe. Wyprzedził tam Austriaka Otmara Striedingera i Ursa Kryenbühla ze Szwajcarii.
Wystartował na igrzyskach olimpijskich w Pjongczangu w 2018 roku, gdzie w jedynej ukończonej konkurencji - zjeździe - był dziewiętnasty. Zajął też między innymi trzynaste miejsce w superkombinacji podczas mistrzostw świata w Sankt Moritz w 2017 roku oraz w supergigancie na rozgrywanych dwa lata później mistrzostwach świata w Åre.

## Osiągnięcia

### Igrzyska olimpijskie
| Miejsce | Dzień     | Rok  | Miejscowość | Konkurencja     | Czas biegu | Strata | Zwycięzca          |
| ------- | --------- | ---- | ----------- | --------------- | ---------- | ------ | ------------------ |
| DNF2    | 13 lutego | 2018 | Pjongczang  | Superkombinacja | 2:06,52    | -      | Marcel Hirscher    |
| 19.     | 15 lutego | 2018 | Pjongczang  | Zjazd           | 1:40,25    | +2,28  | Aksel Lund Svindal |
| DNF     | 16 lutego | 2018 | Pjongczang  | Supergigant     | 1:24,44    | -      | Matthias Mayer     |
| DNF1    | 18 lutego | 2018 | Pjongczang  | Gigant          | 2:18,04    | -      | Marcel Hirscher    |

### Mistrzostwa świata
| Miejsce | Dzień     | Rok  | Miejscowość       | Konkurencja     | Czas biegu | Strata | Zwycięzca          |
| ------- | --------- | ---- | ----------------- | --------------- | ---------- | ------ | ------------------ |
| 29.     | 5 lutego  | 2015 | Vail/Beaver Creek | Supergigant     | 1:15,68    | +2,42  | Hannes Reichelt    |
| 25.     | 7 lutego  | 2015 | Vail/Beaver Creek | Zjazd           | 1:43,18    | +2,14  | Patrick Küng       |
| 20.     | 8 lutego  | 2015 | Vail/Beaver Creek | Superkombinacja | 2:36,10    | +2,27  | Marcel Hirscher    |
| 17.     | 8 lutego  | 2017 | Sankt Moritz      | Supergigant     | 1:25,38    | +1,81  | Erik Guay          |
| 13.     | 13 lutego | 2017 | Sankt Moritz      | Superkombinacja | 2:26,33    | +1,17  | Luca Aerni         |
| DNF1    | 17 lutego | 2017 | Sankt Moritz      | Gigant          | 2:13,31    | -      | Marcel Hirscher    |
| 13.     | 6 lutego  | 2019 | Åre               | Supergigant     | 1:24,20    | +0,59  | Dominik Paris      |
| 25.     | 11 lutego | 2021 | Cortina d’Ampezzo | Supergigant     | 1:19,41    | +2,49  | Vincent Kriechmayr |
| DNF2    | 15 lutego | 2021 | Cortina d’Ampezzo | Superkombinacja | 2:05,86    | -      | Marco Schwarz      |

### Mistrzostwa świata juniorów
| Miejsce | Dzień       | Rok  | Miejscowość       | Konkurencja | Czas biegu | Strata | Zwycięzca               |
| ------- | ----------- | ---- | ----------------- | ----------- | ---------- | ------ | ----------------------- |
| 22.     | 31 stycznia | 2010 | Region Mont Blanc | Gigant      | 2:17,55    | +2,11  | Mathieu Faivre          |
| 11.     | 1 lutego    | 2010 | Region Mont Blanc | Supergigant | 1:29,71    | +1,31  | Maxence Muzaton         |
| DNF2    | 2 lutego    | 2010 | Region Mont Blanc | Slalom      | 1:30,97    | -      | Reto Schmidiger         |
| 15.     | 30 stycznia | 2011 | Crans-Montana     | Gigant      | 2:19,62    | +3,76  | Alexis Pinturault       |
| DNF1    | 31 stycznia | 2011 | Crans-Montana     | Slalom      | 1:28,54    | -      | Reto Schmidiger         |
| 22.     | 3 lutego    | 2011 | Crans-Montana     | Zjazd       | 1:37,34    | +2,31  | Boštjan Kline           |
| DNF1    | 4 lutego    | 2011 | Crans-Montana     | Supergigant | 1:22,43    | -      | Boštjan Kline           |
| 19.     | 2 marca     | 2012 | Roccaraso         | Zjazd       | 1:11,99    | +2,03  | Ryan Cochran-Siegle     |
| 13.     | 3 marca     | 2012 | Roccaraso         | Supergigant | 1:02,73    | +1,26  | Ralph Weber             |
| DNF1    | 7 marca     | 2012 | Roccaraso         | Gigant      | 2:39,50    | -      | Henrik Kristoffersen    |
| DNF1    | 9 marca     | 2012 | Roccaraso         | Slalom      | 1:38,44    | -      | Santeri Paloniemi       |
| 12.     | 22 lutego   | 2013 | Quebec            | Zjazd       | 1:30,95    | +1,77  | Nils Mani               |
| DNF1    | 24 lutego   | 2013 | Quebec            | Supergigant | 58,49      | -      | Thomas Mayrpeter        |
| 26.     | 25 lutego   | 2013 | Quebec            | Gigant      | 2:20,75    | +4,06  | Aleksander Aamodt Kilde |
| DNF1    | 26 lutego   | 2013 | Quebec            | Slalom      | 1:59,40    | -      | Manuel Feller           |

### Puchar Świata

#### Miejsca w klasyfikacji generalnej
- sezon 2013/2014: 145.
- sezon 2014/2015: 137.
- sezon 2015/2016: 112.
- sezon 2016/2017: 67.
- sezon 2017/2018: 52.
- sezon 2018/2019: 66.
- sezon 2019/2020: 75.
- sezon 2020/2021: 65.
- sezon 2021/2022: 60.

#### Miejsca na podium w zawodach
1. Val d’Isère – 13 grudnia 2020 (zjazd) – 1. miejsce